# صحيح الأخبار عما في بلاد العرب من الآثار
صحيح الاخبار عما في بلاد العرب من الآثار، كتاب ألفة محمد بن بليهد، يتحدث عن أدب وجغرافية الجزيرة العربية.

## مؤلف الكتاب
محمد بن عبدالله بن بليهد ( 1310هـ - 1377 هـ )

## نبذة عن الكتاب
يعتبر الكتاب من الكتب التي تتحدث عن الجغرافية التاريخية لشبة الجزيرة العربية ، ومن أجود الكتب الحديثة في دراسة المواضع ومورداً حيوياً ومصدراً رئيسياً لدارسي أدب وجغرافية الجزيرة العربية . ويهتم الكتاب بالأماكن التي وردت على لسان شعراء العصر الجاهلي والإسلامي.

## أقسام الكتاب
يقع الكتاب في خمسة أجزاء:
الجزء الأول

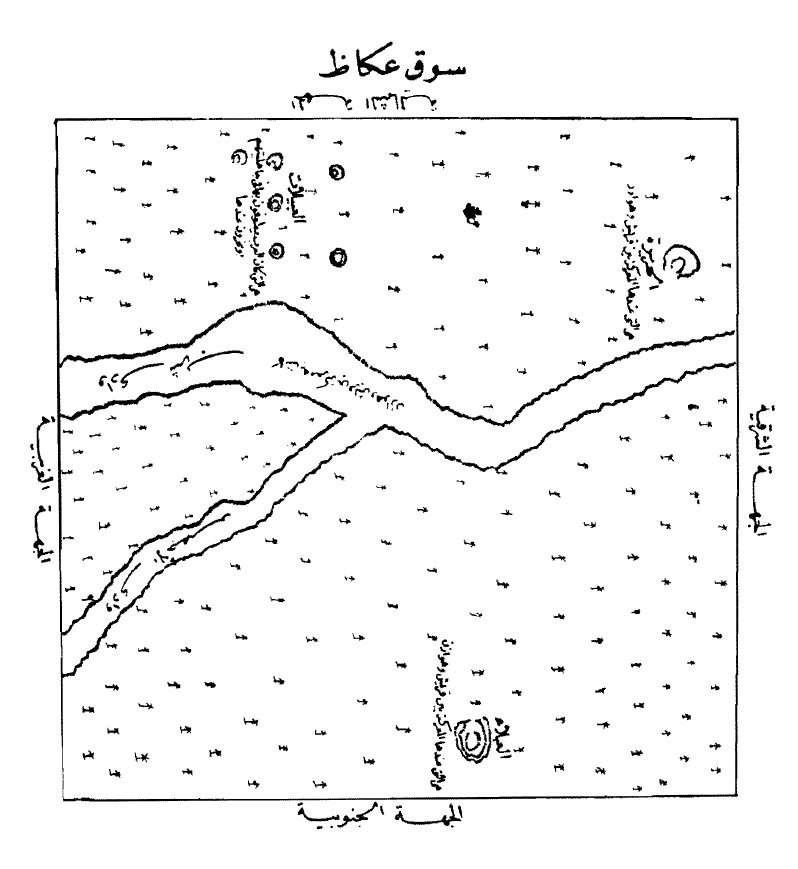
خريطة سوق عكاظ كما جاء في كتاب صحيح الاخبار لابن بليهد

يتحدث عن الاماكن التي طاف بها شعراء المعلقات بهذا الترتيب امرؤ القيس ثم زهير بن أبي ُسلمى وطرفة بن العبد ولبيد بن ربيعة وعمرو بن كلثوم وعنترة بن شداد والحارث بن حلزة والأعشى.
الجزء الثاني
يتحدث في هذا الجزء عن الاماكن التي ذكرها النابغة الذبياني في اشعاره والاماكن التي ذكرها عبيد بن الأبرص الأسدي إيضاً، كم يتحدث عن الاماكن التي وردت في غير المعلقات.
كما يذكر المؤلف موقعه حدثت بين قبيلتين هما عتيبة ومطير، وأيضا يذكر بعض الاماكن بين جدة والرياض، والأماكن في وسط نجد. ويتطرق لطرق الحجاج وتربص اللصوص فيها.
وجاء أيضا في هذا الجزء من الكتاب العرب الباقون في أماكنهم من عهد الجاهلية والشعر النبطي وأصل كلمة نبطي، والحديث عن سوق عكاظ وموقعه ووضع المؤلف خريطة له.
الجزء الثالث
وضع المؤلف في هذا الجزء من الكتاب فهرست بالأماكن والبقاع والأودية والجبال في الجزيرة العربية وتحدث عن كل واحد منها مستشهداً بابيات شعرية قديمة.
الجزء الرابع
وفيه اكمال المؤلف للجزء الثالث وذكر بالأماكن والبقاع والأودية والجبال في الجزيرة العربية.
الجزء الخامس'
وفيه اكمال للجزء الرابع وذكر بالأماكن والبقاع والأودية والجبال في الجزيرة العربية. ووضع فهارس في نهايته بالاماكن والأسماء مرتبة ابجدياً.
ولم يقف المؤلف عند هذا بل كان يورد في أثناء حديثه عن الأماكن والبقاع كثيراً من الأخبار وأحياناً أيضاً يستشهد بشيء من الشعر العامي.